# Ulan Ul Hu
Ulan Ul Hu (kinesiska: 乌兰乌拉湖) är en sjö i Kina. Den ligger i provinsen Qinghai, i den nordvästra delen av landet, omkring 1 000 kilometer väster om provinshuvudstaden Xining. Ulan Ul Hu ligger 4 855 meter över havet. Arean är 360 kvadratkilometer. Den sträcker sig 22,8 kilometer i nord-sydlig riktning, och 38,9 kilometer i öst-västlig riktning.
Genomsnittlig årsnederbörd är 283 millimeter. Den regnigaste månaden är juli, med i genomsnitt 69 mm nederbörd, och den torraste är december, med 1 mm nederbörd.